# Phalacrostemma abyssalis
Phalacrostemma abyssalis är en ringmaskart som först beskrevs av Maurice Caullery 1944.  Phalacrostemma abyssalis ingår i släktet Phalacrostemma och familjen Sabellariidae. Inga underarter finns listade i Catalogue of Life.